# Liochthonius laetepictus
Liochthonius laetepictus är en kvalsterart som först beskrevs av Berlese 1910.  Liochthonius laetepictus ingår i släktet Liochthonius och familjen Brachychthoniidae. Inga underarter finns listade i Catalogue of Life.